# Лежепёкова, Александра Петровна
Александра Петровна Лежепёкова (1910 — 1985) — передовик советского сельского хозяйства, звеньевая колхоза «Путь к рассвету» Кромского района Орловской области. Герой Социалистического Труда (30.03.1948).

## Биография
Родилась в 1910 году в деревне Черкасская Кромского уезда Орловской губернии, ныне – Кромского района Орловской области, в семье крестьянина. Русская.
С началом коллективизации сельского хозяйства вступила в местный колхоз «Путь к рассвету» (центральная усадьба – деревня Черкасская) Кромского района, трудилась в полеводческой бригаде по выращиванию свёклы. 
Тяжело жилось, семья голодала. Вместе с односельчанами находилась в поле от рассвета и до заката, старалась не только прокормить свою семью, но и восстановить разрушенное войной хозяйство, вырастить как можно больше зерна, чтобы помочь фронту.
После освобождения Орловской области от немецко-фашистской оккупации с осени 1943 года Александра Петровна восстанавливала разрушенное хозяйство и продолжила работать в колхозе. На фронте Великой Отечественной войны погиб её муж, 
Александра всю жизнь хранила его последнее письмо он писал письмо в лесу, в окопе:

«Подошли к реке Десне, сегодня должны перейти её, хотя будет трудно: река большая. Но ничего, все трудности преодолеем, а врага погоним дальше, до самого Берлина!»— 

Одна воспитывала троих малолетних сыновей, старшему из которых было 10 лет.
После окончания войны колхоз «Путь к рассвету», помимо сахарной свёклы, стал выращивать новую техническую культуру – коноплю, и возглавила одно из звеньев . По итогам работы в 1947 году её звено получило урожай стебля южной конопли 72 центнера и семян 10 центнеров с гектара на площади 2,66 гектара.
Указом Президиума Верховного Совета СССР от 30 марта 1948 года за получение высоких урожаев ржи и южной конопли в 1947 году Лежепёковой Александре Петровне присвоено звание Героя Социалистического Труда с вручением ордена Ленина и золотой медали «Серп и Молот».
Этим же указом высокого звания были удостоены председатель кромского колхоза «Путь к рассвету» И. П. Лежепёков и два других передовых коноплевода – В. Н. Дойникова и А. С. Овешникова, со звеньями которых Александра Петровна постоянно соревновалась.
По итогам работы в 1951 году звеньевая Лежепёкова была награждена вторым орденом Ленина. 
В последующие годы её звено продолжало получать высокие урожаи конопли и неоднократно становилось участником Всесоюзной сельскохозяйственной выставки (ВСХВ).
Ее избирали избирали депутатом Верховного Совета РСФСР 4-го созыва (1955–1959) и Орловского областного Совета депутатов трудящихся.
1955–1958 годы Александра Лежепекова была участницей нескольких Всесоюзных сельскохозяйственных выставок. Награждена малой золотой медалью, большой серебряной и большой золотой медалями участника ВСХВ, медалью «За трудовое отличие».
Александра Петровна заслуженно пользовалась уважением и авторитетом у односельчан. 
Проживала в родной деревне Черкасская. Дата её кончины не установлена.

## Награды
- Медаль «Серп и Молот» (30.03.1948);
- Орден Ленина (30.03.1948).
- Орден Ленина (23.05.1952).
- Медаль «За трудовое отличие»(12.03.1949)
- Медаль «В ознаменование 100-летия со дня рождения Владимира Ильича Ленина» (6 апреля 1970)
- Медаль «Ветеран труда»
- медали ВДНХ СССР, Большой и Малой золотыми, Большой серебряной медалями ВСХВ (1955–1958).
- Победитель Всесоюзного соревнования коноплеводов
- Награждена юбилейным знаком «70 лет Орловской области»
- Отмечена грамотами и дипломами.